# Alim Kouliev
 (25 janvier 2017).
Alim Kaisynovich Kouliev (карач.-balk. Кулийланы Кайсынны жашы Alim) né le 24 juin 1959 à Naltchik, est un acteur et metteur en scène soviéto-américain.

## Biographie
A l’âge de sept ans, Kouliev a été influencé par Vladimir Visotsky, le célèbre acteur, poète et chanteur russe.
Il a étudié le théâtre à l'Académie russe des arts du théâtre (GITIS) à Moscou. Après avoir servi dans l'Armée de terre soviétique, il a poursuivi ses études à l'Institut national de la cinématographie (VGIK) à Moscou.

## Filmographie
| Année | Film                                          | Rôle                       | Notes                                                      |
| ----- | --------------------------------------------- | -------------------------- | ---------------------------------------------------------- |
| 1978  | Immured in Glass (Zamurovannye v stekle)      |                            |                                                            |
| 1984  | L'Ange d'airain (Medny anguél)                | Jose Codrero               |                                                            |
| 1986  | Jaguar                                        | Cadet                      |                                                            |
| 1988  | All Costs Paid (en)                           | Urka                       | Téléfilm                                                   |
| 1988  | The Story of One Billiard-Room                | Homme à la moustache       |                                                            |
| 2001  | The Secret KGB Paranormal Files               | Egyptian consulate courier | Documentaire télévision                                    |
| 2008  | Standard Operating Procedure                  | Interrogateur              | Film documentaire                                          |
| 2008  | The Curious Case of Benjamin Button           | Cossack                    |                                                            |
| 2009  | Taxi Dance                                    | Dmitry                     |                                                            |
| 2010  | Medal of Honor                                | Combattant tchétchène      | Jeu vidéo                                                  |
| 2012  | I Love Your Moves                             | Kolya                      | Vidéo                                                      |
| 2012  | A Glimpse Inside the Mind of Charles Swan III | Chauffeur russe            |                                                            |
| 2014  | The November Man                              |                            | Voix                                                       |
| 2015  | Le Pont des espions                           | Général russe              | Voix                                                       |
| 2015  | Oleander[réf. nécessaire]                     | Victor                     | TV Series. Saison 1, Épisode 2                             |
| 2015  | The Secret Space Disaster                     | Mission Director           | Mini-série télévisée                                       |
| 2015  | El Freeman                                    | Yuri                       |                                                            |
| 2016  | The Americans                                 | Juge d'instruction         | Série télévisée. Saison 4, Épisode 3 ; Saison 4, Épisode 4 |
| 2016  | Unlovable                                     | Konrad                     |                                                            |

## Famille
- Qaysin Quli (en) père, poète.
- (ru) Дахкильгова, Мака Магомедсултановна — mère
- (ru) Боташева Лейла Алисолтановна — femme.
- Eldar Kouliev — (1951-2917) frère, réalisateur, scénariste. Il a vécu et travaillé à Moscou.
- Azamat Kuliev (en) — frère, le peintre. Vit et travaille à Istanbul, Turquie.
- (ru) Кулиева, Жанна Кайсыновна — sœur, doctorat ès lettres. Vit et travaille à Naltchik.